# Западная Кысьва
Западная Кысьва — река в России, протекает в Соликамском и Чердынском районах Пермского края. Устье реки находится в 20 км по левому берегу реки Косьва. Длина реки составляет 11 км.
Исток реки в лесном массиве на водоразделе Уролки и Лысьвы в 43 км к северо-западу от Соликамска. Река течёт на северо-восток, всё течение проходит по ненаселённому лесу.

## Данные водного реестра
По данным государственного водного реестра России относится к Камскому бассейновому округу, водохозяйственный участок реки — Кама от водомерного поста у села Бондюг до города Березники, речной подбассейн реки — бассейны притоков Камы до впадения Белой. Речной бассейн реки — Кама.
По данным геоинформационной системы водохозяйственного районирования территории РФ, подготовленной Федеральным агентством водных ресурсов:
- Код водного объекта в государственном водном реестре — 10010100212111100004037
- Код по гидрологической изученности (ГИ) — 111100403
- Код бассейна — 10.01.01.002
- Номер тома по ГИ — 11
- Выпуск по ГИ — 1